# 도부 월드 스퀘어역
도부 월드 스퀘어 역(일본어: 東武ワールドスクウェア駅)은 일본 도치기현 닛코시에 있는 도부 철도 기누가와 선의 역이다. 역 번호는 TN 55이다.

## 개요
도부 철도의 자회사가 운영하는 미니어처 공원・도부 월드스퀘어의 메인 게이트에서 도보 1분 거리에 위치하고, 2017년 7월 22일에 개업했다. 동원의 이용 시간대(9:18 ~ 18:18)에는 일부 특급을 제외한 전 열차가 정차하는 한편 그 시간대의 이외에는 보통 열차도 모두 통과한다.
본 역 개통 전 도부 월드스퀘어는 도부 기누가와 선의 선로변에 있으면서 역이 없었던 시절에는 고사고에 역에서 도보 8분 또는 기누가와온센 역에서 버스를 이용할 필요가 있었으며, 철도의 교통이 불편한 상황이었다. 그 곳에서 교통 편리성을 향상하고 관광지로서의 유람성을 높이기 위해서 메인 게이트에서 도보 1분의 장소에 본 역이 설치되었다.
또한, 본 역은 기누가와 온천의 남단에 위치하므로 본 역이 근처역이 될 호텔에의 액세스 향상도 기대되고 있다.

## 역사
- 2016년 11월 25일: 본 역 설치가 도부 철도에서 발표.
- 2017년 7월 22일: 영업 개시.

## 역 구조
지상역에서 단선 승강장 1면 1선의 구조이다. 기누가와 선에서 유일하게 교환 설비가 없는 막대선의 역이다. 승강장은 1면밖에 없지만 "1번 선"의 표기가 있다. 역사의 위치는 기누가와온센 방향에 있다. 승차권은 도부 월드 스퀘어 입장권 매장 부근에서 발매한다.
개통 당일부터 도부 월드 스퀘어의 테마를 변주한 접근 멜로디가 사용되고 있었지만 기누가와온센 역의 발차 멜로디와는 다른 편곡이다. 또한, 하행 열차 도착 시간이 남성, 상행 열차 도착 시에는 여성의 방송이 방송된다.

### 승강장
| 번호 | 노선        | 방향 | 행선              |
| ---- | ----------- | ---- | ----------------- |
| 1    | 기누가와 선 | 하행 | 기누가와온센방면  |
| 1    | 기누가와 선 | 상행 | 시모이마이치 방면 |

## 역 주변
- 도부 월드스퀘어
- 지유가오카 시영 주택
- 닛코 아구리 공방
- 기누가와 온천 마을
  - 도큐 하베스토 클럽 가누가와
- 기누강
- 국도 제121호선

## 사진

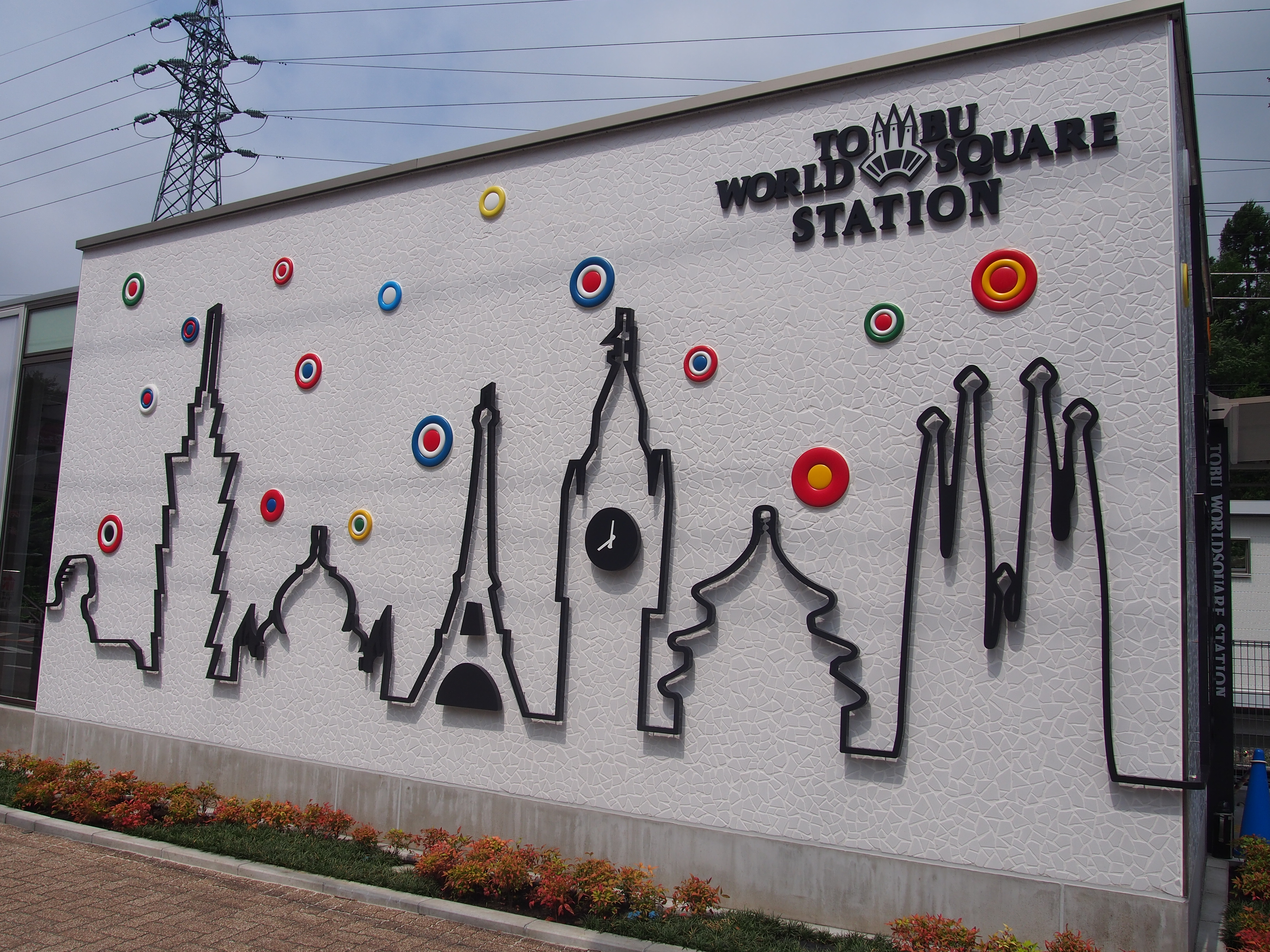
역사 외관
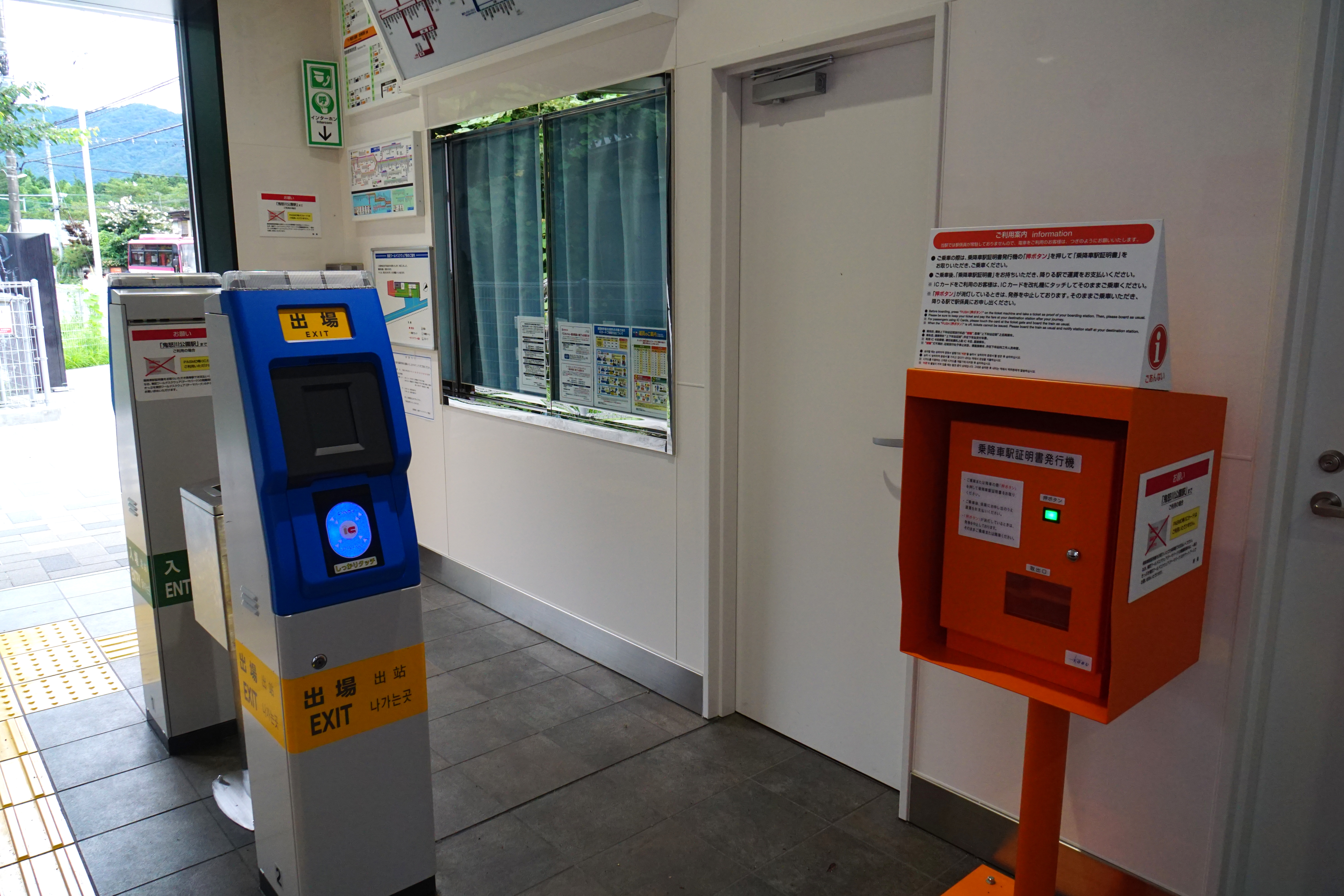
간이 개찰구
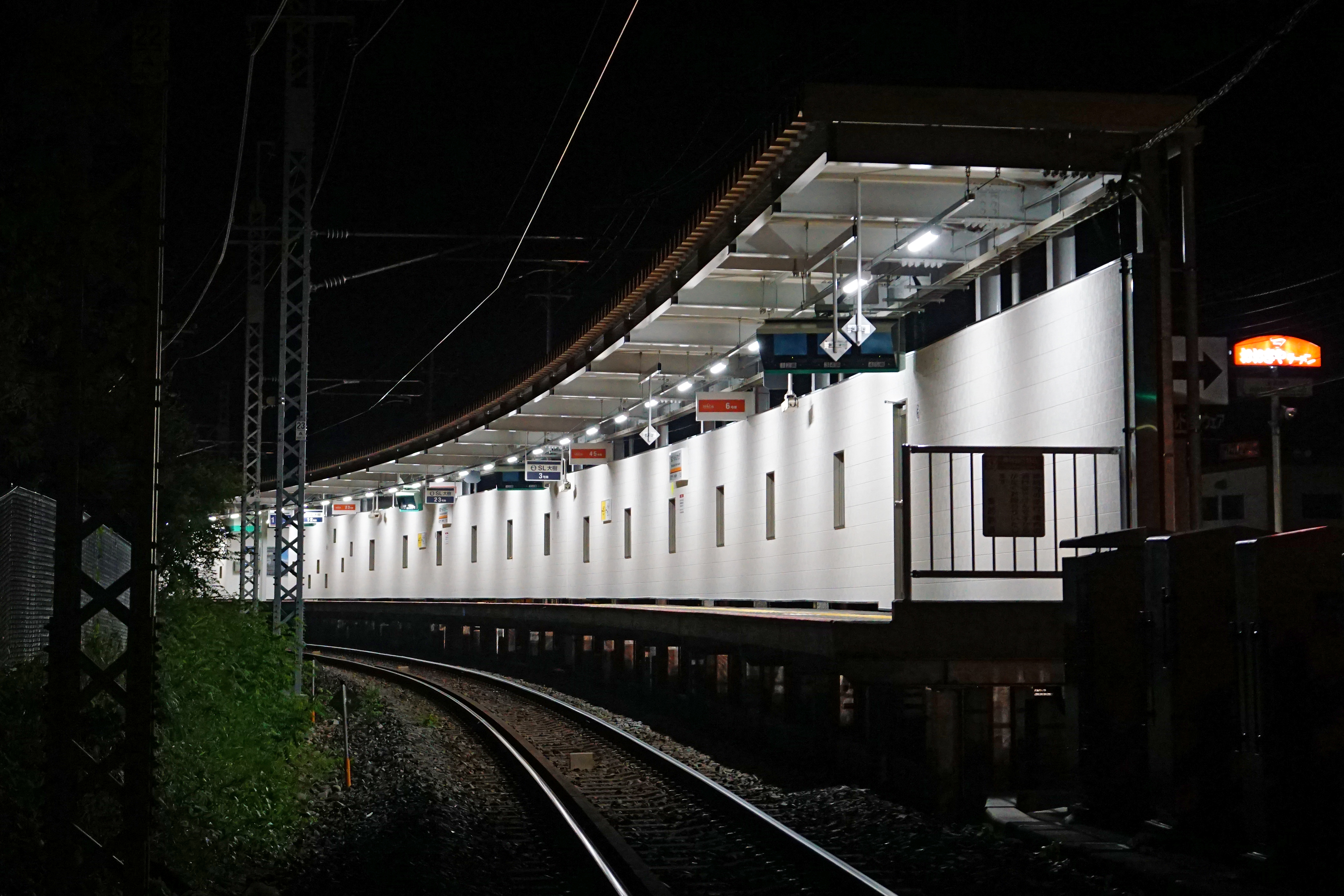
플랫폼의 야경

## 인접역
| 도부 철도 기누가와 선            | 도부 철도 기누가와 선                                                          | 도부 철도 기누가와 선              |
| -------------------------------- | ------------------------------------------------------------------------------ | ---------------------------------- |
| TN 54 고사고에 시모이마이치 방면 | □ 쾌속 "AIZU 마운트 익스프레스" ■ 보통(9시 18분 ~ 18시 18분에 열차 본 역 정차) | 기누가와온센 TN 56 신후지와라 방면 |